# Johanna Willborn
Johanna Willborn (* 23. Februar 1838 in Schwerin; † 27. September 1908 ebenda) war eine deutsche Pädagogin und Schriftstellerin. Sie schrieb auch unter dem Pseudonym Julius Willborn und veröffentlichte neben einer Tragödie vor allem historische Romane.

## Leben
Johanna Wilborn wurde als Tochter eines wohlhabenden Kaufmanns in Schwerin geboren. Als sie 16 Jahre alt war, wurde sie von ihren Eltern auf das Land geschickt, wo sie zur Wirtschafterin ausgebildet werden sollte. Bereits 1855 nahm sie ohne Wissen der Eltern eine Stelle als Lehrerin an einer kleinen Schule an. Mit 18 Jahren schrieb sie mit Matthias ihr erstes Stück, das unter dem Pseudonym Julius Willborn 1857 erschien. Als ihr Vater erkrankte, kehrte sie 1858 nach Schwerin zurück und arbeitete für ihn als Buchhalterin. Erst nach dem Tod des Vaters 1861 beschäftigte sie sich wieder intensiver mit Literatur und Geschichte und wurde 1864 Lehrerin in Schwerin.
Der Vater hatte der Familie beträchtliche Schulden hinterlassen, die mit dem Gesamtvermögen der Mutter getilgt wurden. Ab dem Jahr 1871 hielt Johanna Willborn u. a. Vorträge zur Ausbildung junger Frauen, so z. B. 1886 den Vortrag Warum dürfen Gedichte von Adolf Friedrich von Schack in den Lesebüchern für die Oberstufe der höheren Mädchenschule nicht fehlen? Ihre Vorträge zu literarischen und pädagogischen Themen, aber auch ihre Romane und ihre Veröffentlichungen in Zeitungen und Zeitschriften waren so erfolgreich, dass sie sich ein eigenes Haus kaufen konnte, in das sie auch ihre Mutter aufnahm. Zudem erlaubte ihr Vermögen ihr, im Jahr 1878 in Schwerin einen Kindergarten und eine Mädchen-Schule sowie später ein Seminar für Lehrerinnen zu gründen. Eine ihrer Schülerinnen war die Reformerin der deutschen Krankenpflege Agnes Karll.
Im Jahr 1882 war Johanna Willborn eine der Gründerinnen und Vorsitzende des mecklenburgischen Zweigvereins für höheres Mädchenschulwesen, der unter dem Namen Schweriner Verein für Lehrerinnen und Erzieherinnen seine Tätigkeit aufnahm.

## Werke
- Matthias. Trauerspiel in fünf Aufzügen Matthes, Leipzig 1857.
- Claus Jesup. (Histor. Roman, 1864)[1]
- Fritz Werner. Historischer Roman aus den Jahren 1800-1815. 3 Theile. Hinstorff, Wismar 1866.
- Zwei mecklenburgische Herzoge oder Pflicht und Leidenschaft. Historischer Roman aus dem achtzehnten Jahrhundert. 2 Bände. Wendt, Malchin 1869.

Johanna Willborn veröffentlichte zudem Novellen auf Plattdeutsch im Plattdütschen Husfründ und Beiträge über Fröbelsche Padagogik in pädagogischen Zeitschriften.